# Хиннёйа

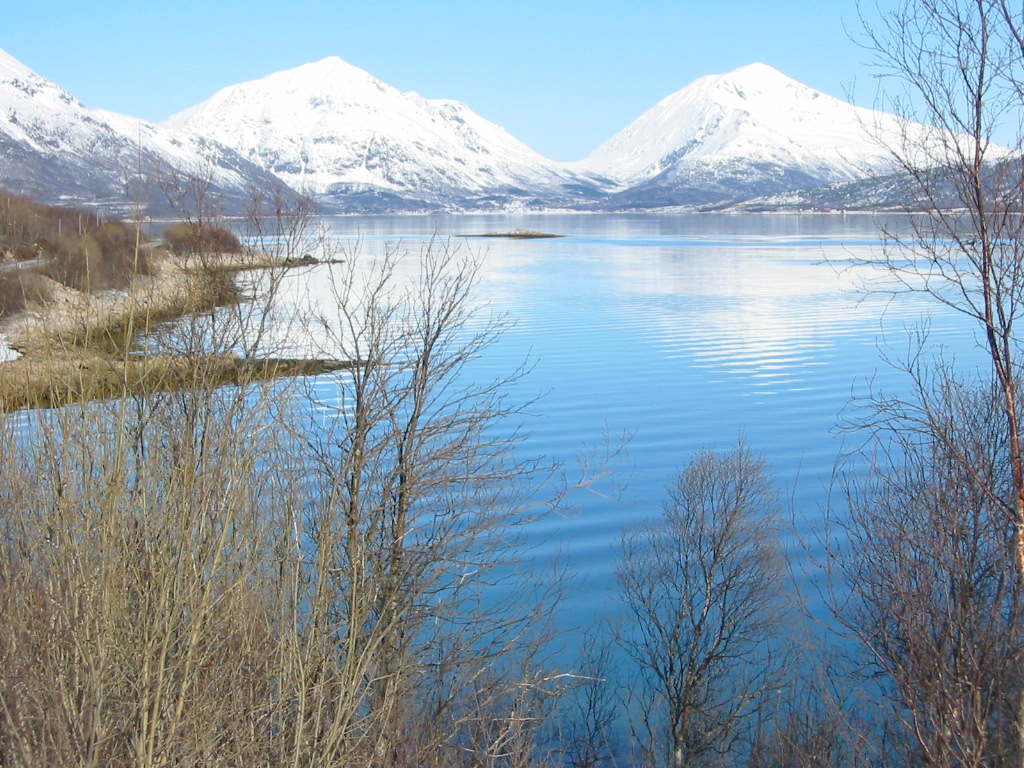
Юго-восточная часть острова Хиннёйа к северу от Лёдингена; 9 апреля 2006 года

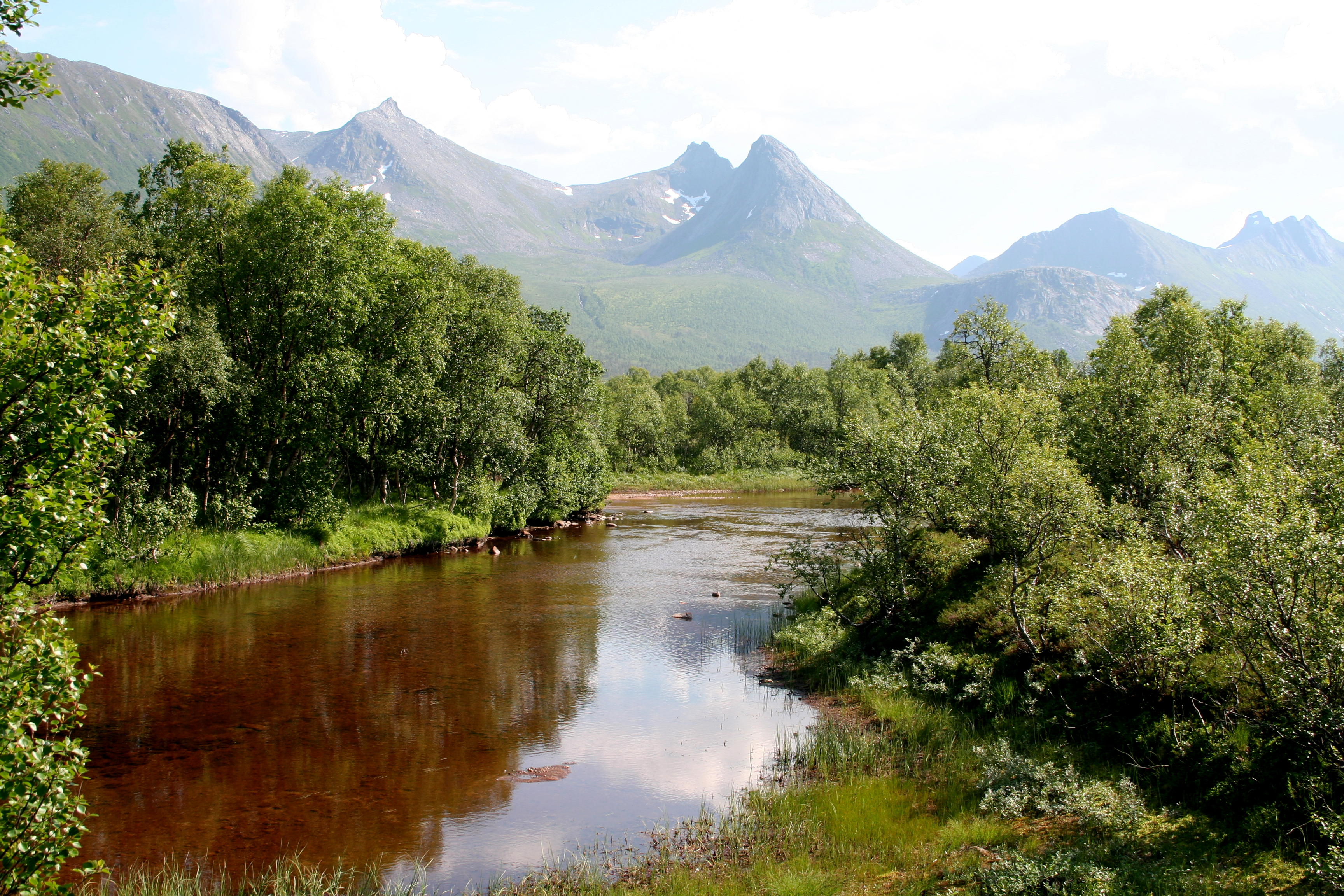
Долина Форфьорд расположена на северо-западе острова Хиннёйа, коммуна Андёй

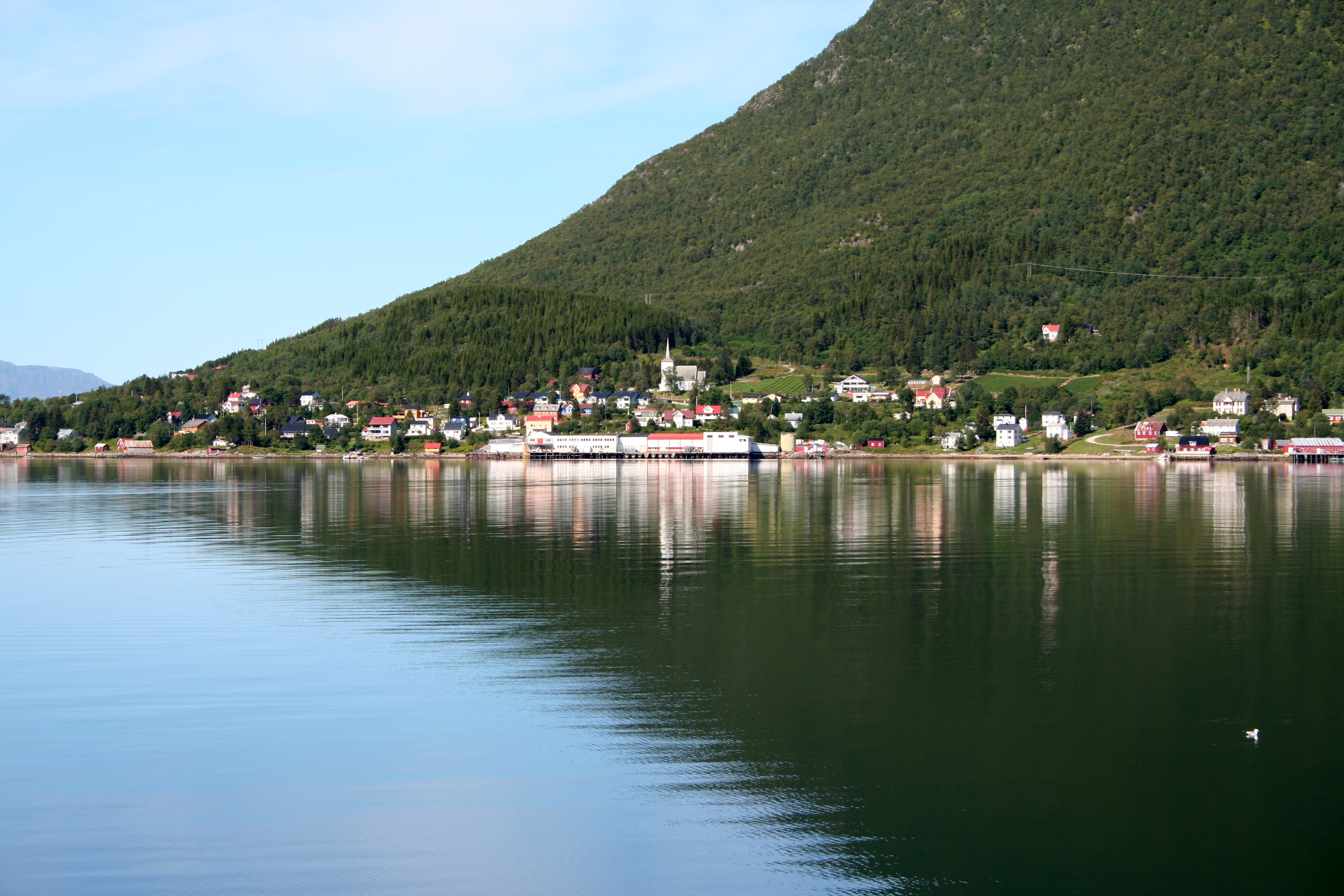
Сигерсфьорд — деревня на западном берегу острова Хиннёйа

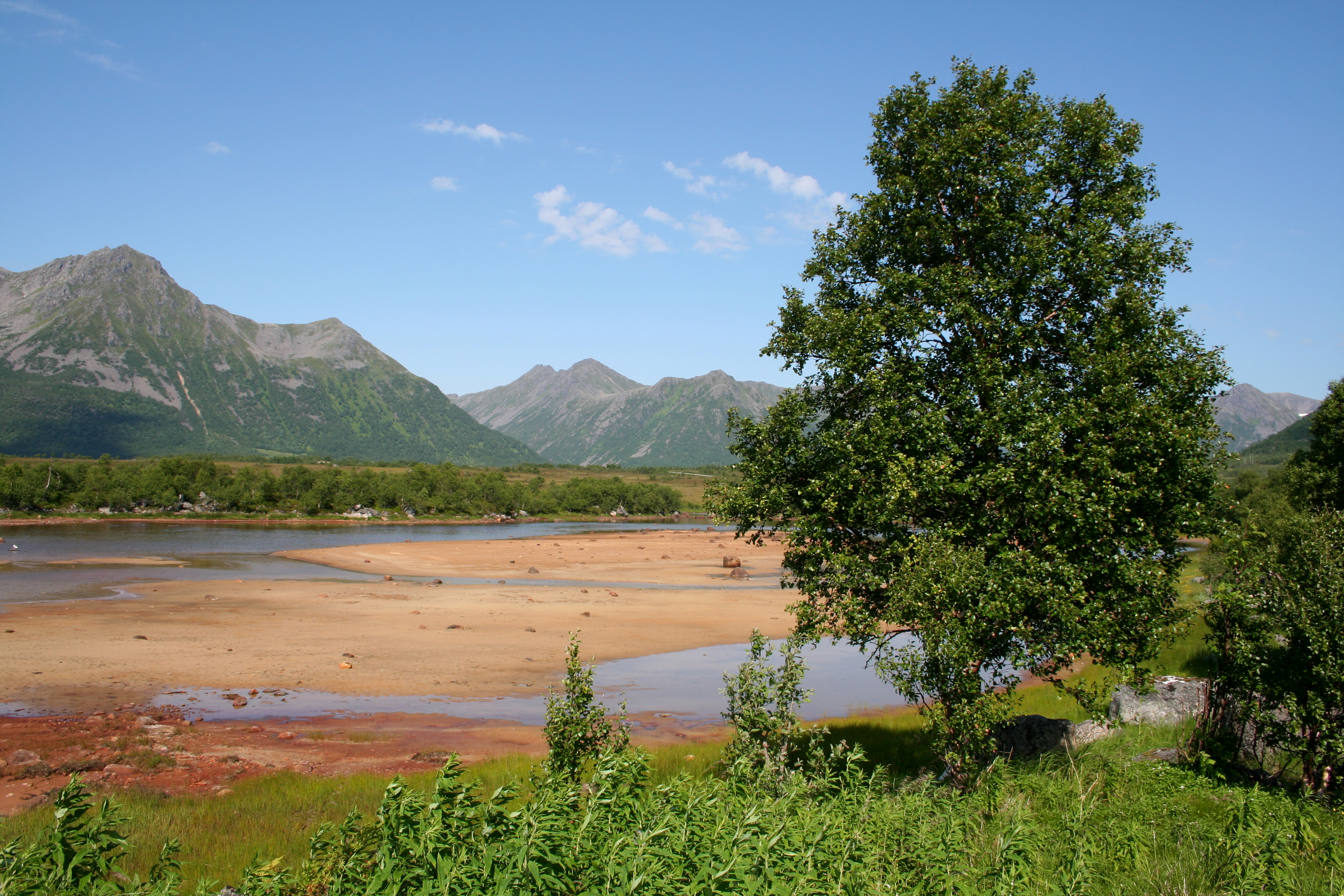
Долина Форфьорд — заповедник в котором находятся самые старые сосны Норвегии

Хи́ннёйа, также Хиннё (норв. Hinnøya) — остров в Северной Норвегии.
Крупнейший прибрежный остров в Норвегии (более крупными в составе страны являются только несколько островов архипелага Шпицберген). Территория острова — 2204,7 км². Население острова — 31 851 жителей (2006 год). Западная часть острова Хиннёйа административно относится к региону Вестеролен, юго-западная оконечность — к региону Лофотен. Крупнейшее поселение — город Харстад. Несколько деревень разбросаны по острову, среди них выделяются Буркенес, Лёдинген, Сигерфьорд и Сёрвик.
Остров географически разделён между фюльке Тромс (коммуны Харстад и Квефьорд) и фюльке Нурланн (коммуны Андёй, Хадсель, Лёдинген, Сортланн, Хьельсунн и Воган). Остров иссечён многочисленными фьордами, имеет в основном холмистый и гористый рельеф. В частности, в его южной части, где расположен Национальный парк Мёйсален, находится самая высокая гора острова Мёйсален (высота над уровнем моря 1262 м). Лучшие сельскохозяйственные территории находятся на северо-востоке в коммунах Харстад и Квефьорд. Остров соединён с материком Хьельсуннским мостом. На западе соединяется с островом Лангёйа по Сортланнскому мосту, а на севере — с островом Аннёйа по Аннёйскому мосту.
Дорога Лофаст, соединяющая Лофотен с материком без использования паромного сообщения, была официально открыта 1 декабря 2007 года. Дорога стала составной частью трассы Е10 и проходит очень близко к Национальному парку Мёйсален. В северо-западной части острова (коммуны Сортланн и Андёй) расположен заповедник Форфьорд — долина с лесами, болотами и старейшими соснами в Норвегии (возрастом 700 лет).